# Bredo L. Grandjean
Bredo L. Grandjean (28. januar 1916 i København – 22. juli 1986) var en dansk kunsthistoriker.
Han var søn af arkivar ved Rigsarkivet Poul Bredo Grandjean og hustru Adelheid Elisabeth f. Junge, blev student fra Østre Borgerdydskole 1935 og studerede kunsthistorie ved Københavns Universitet. Han var medarbejder ved Kunstindustrimuseet 1940-45 og 1967-70 og blev i 1945 leder af Den kongelige Porcelainsfabriks arkiv, bibliotek og museum.
Grandjean blev tildelt Ole Haslunds Legat 1946, Carl Jacobsens Museumsmandslegat 1963, Robert Hirschsprungs Mindelegat for Kunsthistorikere 1965 og Højesteretssagfører C.L. Davids Legat for Slægt og Venner 1968.
Han var medlem af patronatskomiteéen for museet i Faenza 1955, af bestyrelsen for Foreningen af Danske Museumsmænd 1957-71, formand for Den Kgl. Porcelainsfabriks Kunstforening 1958-70, jurymedlem ved Concorso Internazionale delle Ceramiche, Faenza 1963 og 1972 og ved Académie International de la Céramique's udstilling i Istanbul 1967, medlem af Selskabet for dansk Kulturhistorie 1969, sekretær 1969 og redaktør af Kulturminder fra 1972. Privat var han samler af kunst og særligt stentøj og keramik.

## Værker i udvalg
- Københavnske Palæer, København: Gjellerups Forlag 1948, 2. udg. 1967.
- Flora Danica Stellet, Hassings Forlag 1950, 2. udg Forlaget Forum 1973. ISBN 87-553-3215-3
- Det musselmalede Stel, Den kongelige Porcelainsfabrik og Det Berlingske Bogtrykkeri 1952.
- En Bygnings Historie. Bernstorffs Palæ 1752-1952, København: Baltica 1952.
- Den Kgl. Porcelainsfabriks Udsalg 1780-1955, Den kongelige Porcelainsfabrik og Det Berlingske Bogtrykkeri 1955.
- (red. s.m. David Westman og Arthur Hald), Dansk keramik, København: Gyldendal 1960.
- "L'activité des stucateurs italiens et tessinois en Danemark", Arte e Artisti dei Laghi Lombardi vol. II., 1961
- Jørgen Mogensens stentøj, Den kongelige Porcelainsfabrik og Det Berlingske Bogtrykkeri 1962.
- Kongelig Dansk Porcelain 1775-1884, København: Thaning & Appel 1962, 2. udg. 1967.
- Aluminia-Fajancer gennem 100 Aar, København: Det Berlingske Forlag 1963, senere udg. Hernovs Forlag 1995. ISBN 87-590-2291-4 og ISBN 87-7215-367-9
- Dansk Ostindisk Porcelæn, Thaning & Appel 1965.
- Blaablomstrede Stel, Den kongelige Porcelainsfabrik og Det Berlingske Bogtrykkeri 1968.
- Louis Antoine Fournier, 1969.
- (s.m. Merete Bodelsen og Dyveke Helsted), Den kongelige Porcelainsfabrik 1775-1975, Frederiksberg: Den kongelige Porcelainsfabrik 1975. ISBN 87-980342-0-0
- The Royal Copenhagen Porcelain Manufactory 1775-1975 (eng. udg. af ovenstående) ISBN 87-980342-1-9
- Marienborg: Et nordsjællandsk landsteds historie, Lyngby-bogen 1977, Historisk-Topografisk Selskab for Lyngby-Taarbæk Kommune 1977.
- Biscuit efter Thorvaldsen, København: Thorvaldsens Museum 1978. ISBN 87-7521-044-4
- (s.m. Erik Herløw), Stentøj – før og nu fra Den Kongelige Porcelainsfabrik, Vejle: Vejle Kunstmuseum 1981. ISBN 87-981143-3-6
- Kongelig dansk porcelain 1884-1980, København: Gyldendal 1983. ISBN 87-00-34272-6
- Stukarbejder i Danmark 1669-1800, Herning: Poul Kristensens Forlag 1994 (efterladt manuskript) ISBN 87-7468-389-6

Medarbejder ved bl.a. Danske Slotte og Herregaarde, Weilbachs Kunstnerleksikon, Monumenta Architecturae Daniae (1961), Dansk Kunsthistorie, bd. II (1973) og Dizionario Biografico Italiano. Desuden kunsthistoriske bidrag i danske og udenlandske fagtidsskrifter og museumspublikationer.